# Хадсон, Кейт
Кейт Гэ́рри Ха́дсон (англ. Kate Garry Hudson; род. 19 апреля 1979, Лос-Анджелес, Калифорния, США) — американская актриса кино, телевидения и озвучивания, певица, кинорежиссёр, сценаристка и кинопродюсер.

## Ранние годы
Кейт Хадсон родилась в семье певца Билла Хадсона и актрисы Голди Хоун. Среди предков матери были еврейские иммигранты из Венгрии, а у предков отца прослеживаются итальянские и английские корни. Через полтора года после рождения Кейт родители разошлись. Воспитанием занимались мать и её друг, актёр Курт Рассел, который вскоре стал отчимом Кейт. Позднее Кейт и её брат Оливер сказали, что своим истинным отцом они считают именно Рассела, поскольку Билл Хадсон всегда был к ним равнодушен. От Курта Рассела у Кейт есть единоутробный младший брат Уайатт. Также у Кейт есть единокровные сестра и брат, Эмили и Закари, от брака её отца с Синди Уильямс.
В 1997 году Кейт окончила школу Crossroads School в городе Санта-Моника. Учёбе в Нью-Йоркском университете она предпочла актёрскую карьеру.

## Карьера
Впервые появилась в кино в 1998 году, сыграв эпизодические роли в фильмах «Пустынная тоска» Моргана Фримена и «Река Рикошет». Следующим фильмом стала комедия «200 сигарет». В 2000 году Хадсон сыграла в фильме Кэмерона Кроу «Почти знаменит». Роль сделала её знаменитой и принесла номинацию на «Оскар» и победу на церемонии «Золотой глобус».
В 2002 году Хадсон отказывается от роли в блокбастере «Человек-паук» (роль достаётся Кирстен Данст) в пользу участия в съёмках исторического фильма «Четыре пера» режиссёра Шекхара Капура. Следующим фильмом стала комедия, где играл Мэттью Макконахи, «Как отделаться от парня за 10 дней» (2003), которая собрала в мировом прокате свыше $170 млн. Хадсон снялась в комедиях «Алекс и Эмма» (2003) и «Модная мамочка» (2004). В 2005 году она появилась в главной роли в триллере «Ключ от всех дверей».
Между тем на экраны вышла комедия «Он, я и его друзья», в которой Хадсон сыграла вместе с Оуэном Уилсоном.
В 2008 году вышел на экраны фильм с Кейт Хадсон — «Золото дураков», где она вновь сыграла с Мэттью Макконахи.
В конце 2008 года начались съёмки фильма «Сон в красном тереме» — история жизни фотожурналиста Дианы Меллорс, которая уехала в Китай и стала коммунисткой.

## Личная жизнь

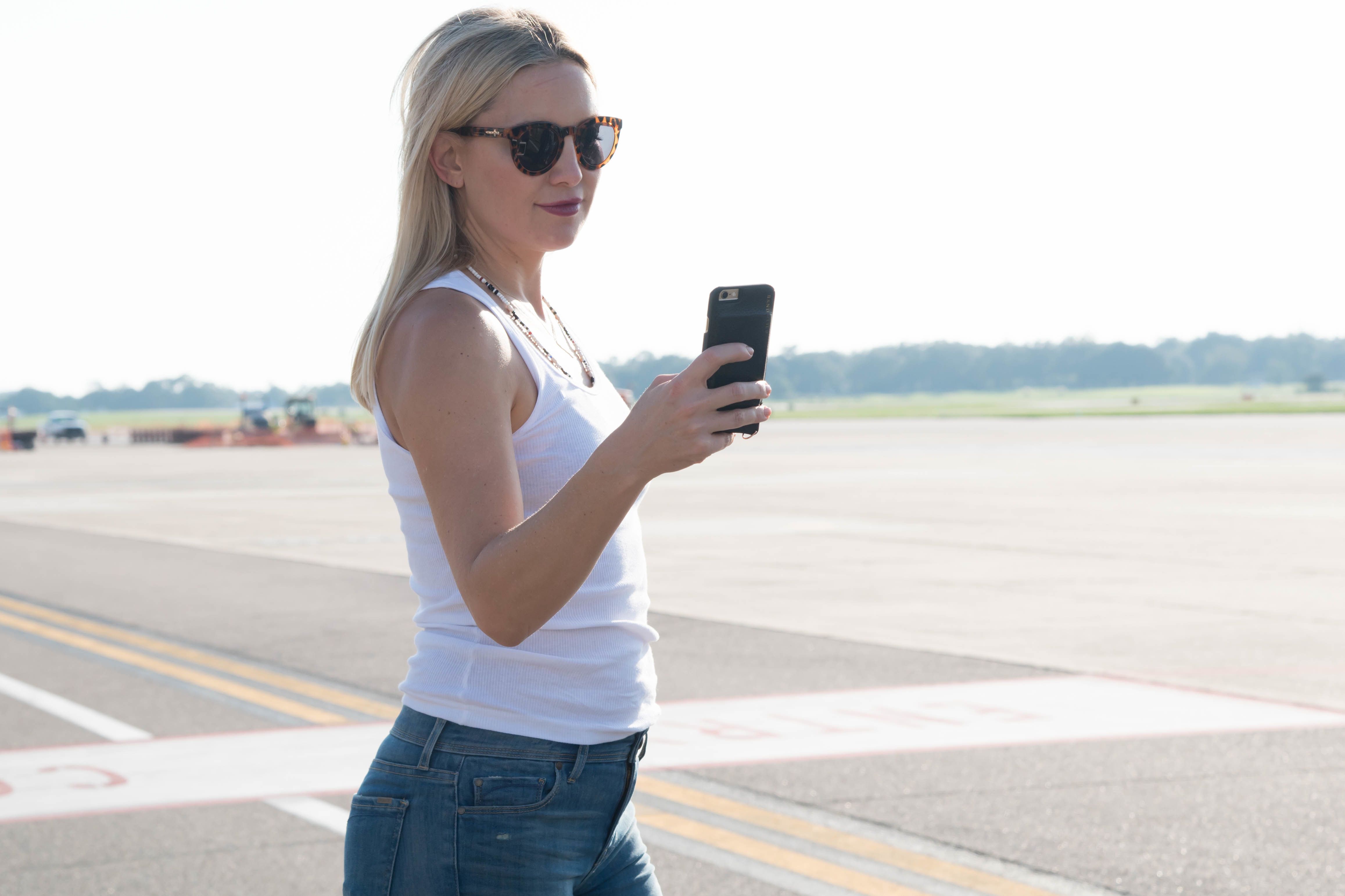
Хадсон во время визита на базу ВВС США Кислер, сентябрь 2016 года

С 2000 по 2007 годы Кейт Хадсон была замужем за рок-музыкантом Крисом Робинсоном, у них есть сын — Райдер Расселл Робинсон (07.01.04).
После развода встречалась с актёром Оуэном Уилсоном, который в период одной из их ссор 26 августа 2007 года пытался покончить жизнь самоубийством, напившись снотворного и вскрыв вены. После окончательного разрыва с Уилсоном Хадсон встречалась с комиком Дэксом Шепардом и велогонщиком Лэнсом Армстронгом.
С 2010 года встречалась с фронтменом группы Muse Мэттью Беллами. 9 июля 2011 года у них родился сын Бингем «Бинг» Хоун Беллами. 9 декабря 2014 года Мэтт и Кейт объявили о своём расставании.
С декабря 2016 года актриса встречалась с основателем звукозаписывающей компании Lightwave Records Дэнни Фудзикавой. 2 октября 2018 года Кейт родила от него девочку — Рани (англ. Rani) Роуз Хадсон Фудзикава. Девочку назвали в честь дедушки, Рона Фудзикава.
14 сентября 2021 года Кейт Хадсон заявила о своей помолвке с бизнесменом Дэнни Фудзикавой, свадьба пока не состоялась.

## Фильмография

### Актриса
| Год       |     | Русское название                   | Оригинальное название        | Роль             |
| --------- | --- | ---------------------------------- | ---------------------------- | ---------------- |
| 1996      | с   | Нас пятеро                         | Party of Five                | Кори             |
| 1997      | с   |                                    | EZ Streets                   | Ларрейн Кэхилл   |
| 1998      | ф   | Печаль пустыни                     | Desert Blue                  | Скай Дэвидсон    |
| 1999      | ф   | 200 сигарет                        | 200 Cigarettes               | Синди            |
| 2000      | ф   | Про Адама                          | About Adam                   | Люси Оуэнс       |
| 2000      | ф   | Сплетня                            | Gossip                       | Наоми Престон    |
| 2000      | ф   | Почти знаменит                     | Almost Famous                | Пенни Лейн       |
| 2000      | ф   | Доктор «Т» и его женщины           | Dr T and the Women           | ДиДи             |
| 2001      | кор |                                    | The Cutting Room             | Крисси Кэмпбелл  |
| 2002      | ф   | Четыре пера                        | The Four Feathers            | Этна Юстас       |
| 2003      | ф   | Как отделаться от парня за 10 дней | How to Lose a Guy in 10 Days | Энди Андерсон    |
| 2003      | ф   | Алекс и Эмма                       | Alex & Emma                  | Эмма Динсмор     |
| 2003      | ф   | Развод                             | Le divorce                   | Изабель Уокер    |
| 2004      | ф   | Модная мамочка                     | Raising Helen                | Хелен Хэррис     |
| 2005      | ф   | Ключ от всех дверей                | The Skeleton Key             | Кэролайн         |
| 2006      | ф   | Он, я и его друзья                 | You, Me and Dupree           | Молли Петерсен   |
| 2008      | ф   | Золото дураков                     | Fool's Gold                  | Тесс Финниган    |
| 2008      | ф   | Девушка моего лучшего друга        | My Best Friend's Girl        | Алексис          |
| 2009      | ф   | Война невест                       | Bride Wars                   | Оливия Лернер    |
| 2009      | ф   | Девять                             | Nine                         | Стефани          |
| 2010      | ф   | Убийца внутри меня                 | The Killer Inside Me         | Эми Стентон      |
| 2011      | ф   | Главное — не бояться!              | A Little Bit of Heaven       | Марли Корбетт    |
| 2011      | ф   | Жених напрокат                     | Something Borrowed           | Дарси            |
| 2012—2013 | с   | Хор                                | Glee                         | Кассандра Джулай |
| 2013      | тф  | Завершить историю                  | Clear History                | Ронда            |
| 2013      | ф   | Фундаменталист поневоле            | The Reluctant Fundamentalist | Эрика            |
| 2014      | ф   | Хотел бы я быть здесь              | Wish I was Here              | Сара Блум        |
| 2014      | ф   | Лёгкие деньги                      | Good People                  | Анна Райт        |
| 2015      | ф   | Рок на Востоке                     | Rock the Kasbah              | Мерси            |
| 2016      | ф   | Несносные леди                     | Mother's Day                 | Джесси           |
| 2016      | ф   | Глубоководный горизонт             | Deepwater Horizon            | Фелиция Уильямс  |
| 2017      | ф   | Маршалл                            | Marshall                     | Элеанор Страбинг |
| 2021      | ф   | Мьюзик                             | Music                        | Зу               |
| 2021      | ф   | Мона Лиза и кровавая луна          | Mona Lisa and the Blood Moon | Бонни            |
| 2022      | ф   | Достать ножи: Стеклянная луковица  | Knives Out 2                 | Бёрди Джей       |
| 2024      | ф   | Раковина                           | Shell                        | Зои Шеннон       |
| 2025      | ф   | Песня звучит печально              | Song Sung Blue               | Клэр Сардин      |

### Режиссёр
- 2007 — Кутласс / Cutlass

### Сценарист
- 2007 — Кутласс / Cutlass

### Продюсер
- 2005 — 14 часов / 14 Hours
- 2009 — Война невест / Bride Wars